# アーニー・ボール
アーニー・ボール（Ernie Ball、1930年8月30日 - 2004年9月9日）は、アメリカ合衆国の企業家、ミュージシャン。ギター関連製品の革命的な開発により歓迎された革新者である。彼は、クラブやローカルテレビ局に出演するミュージシャン、そして小さなビジネスの企業家として出発し、ギターとアクセサリーの国際的ビジネスを起こし、ついには年商4,000万ドルにまで成長させた。

## 生い立ち
カリフォルニア州サンタモニカで生名をシャーウッド・ローランド・ボール (Sherwood Roland Ball) として生まれ、アーニー・ボールは音楽一家で育った。彼の祖父はスタンダードナンバー「アイルランド人のほほ笑みは (When Irish Eyes Are Smiling)」の作者であり、父は車のセールスマンの傍ら、ハワイアン・スティール・ギターを教えていた。ボールは、9歳の時に父を喜ばすため、スティール・ギターを手にしたが、飽きて諦めた。10代初めに、彼は再度楽器に興味を持ち、毎日3時間以上の練習をこなした。そして、1年も経たずにミュージシャンズ・ユニオンの一員となった。

## ミュージシャン
10代初め、ボールはプロとしての演奏活動を、南ロサンジェルスのビアバーで開始。19歳の頃、ペダル・スティールギターバンド「トミー・ダンカン・バンド」に加わる。かつてボブ・ウィルズ & ヒズ・テキサス・プレイボーイズのリード・ボーカルだったダンカンは、バンドをアメリカ南部へのツアーに連れていった。朝鮮戦争の間、彼は兵役で空軍バンドに入りツアーを行った。そこでは、ギターとバスドラムを担当した。軍役の後、ロサンゼルスに戻った彼は、酒場やラウンジでの演奏を、1950年代のKTLAのテレビ番組『ウェスタン・バラエティ』に出演するまで続けた。このポジションで、彼の認識はロサンゼルスのミュージック・シーンに広まり、スタジオや講師としての仕事を得るようになる。

## 企業家
1957年か1958年、ボールはほぼ間違いなくアメリカで最初のギター専門店をカリフォルニアのタルザナに開いた。ドラムスティックや他の楽器を扱わないことを批判された際、彼は「俺はギターを売りたいだけだ」と答えた。彼は、繰り返しギター店は成功しないと語ったが、この言葉は響き渡り、何マイルも離れた所から人々が店に来るようになった。結局、彼の会社から生み出された製品は55万軒以上の店で売られ、70カ国以上に輸出された。

## スリンキー

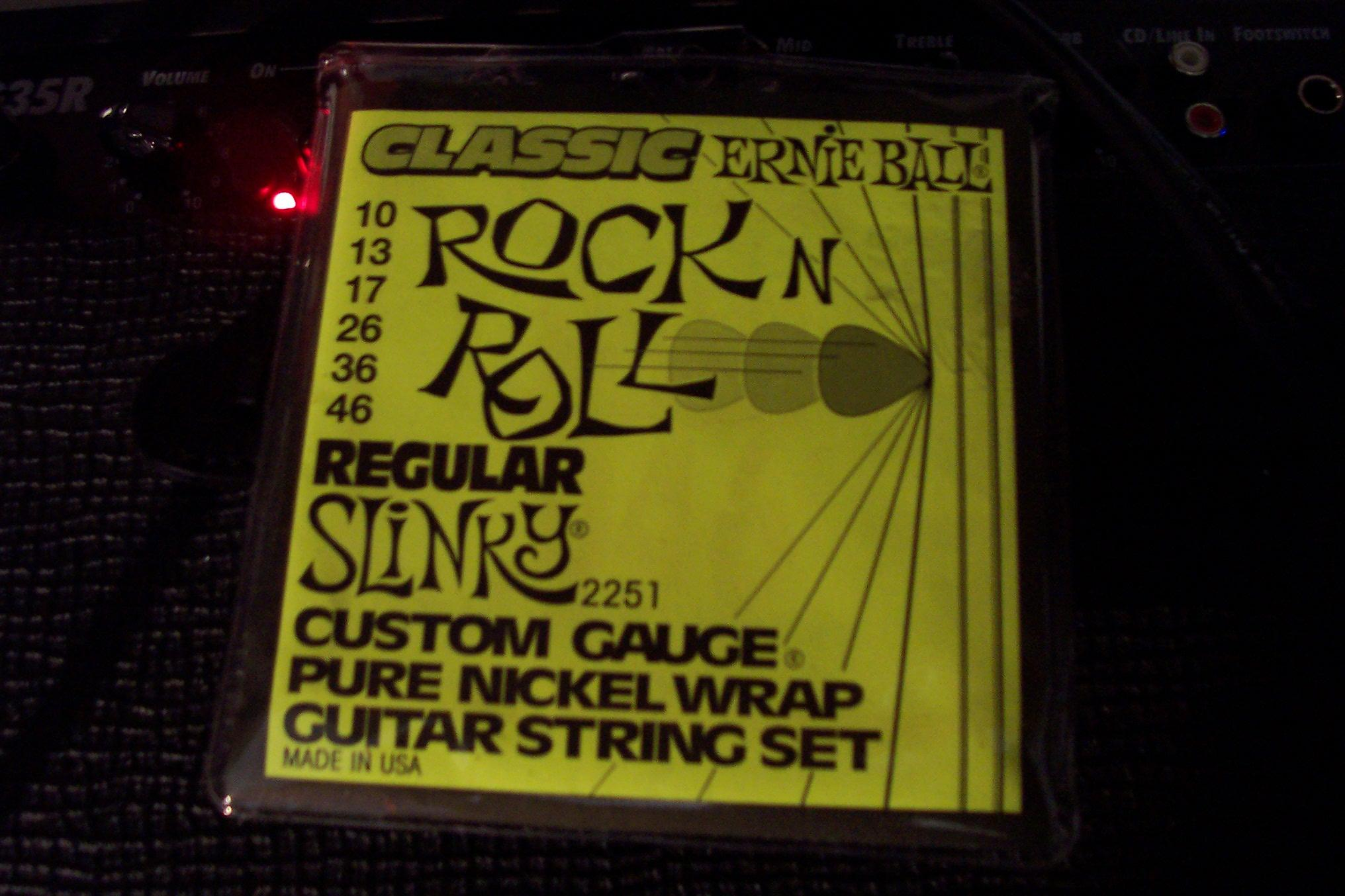
レギュラー・スリンキー

ギター中心の1960年代のロック・リバイバルにあたり、ボールは初心者がベストセラーのフェンダー「#100 ミディアム・ゲージ弦」で、特に0.029インチの3弦を押さえることは難しいことに気付いた。彼は、フェンダーにこの問題を持ち出し、より軽いゲージを提案したが断られた。ボールは弦メーカーに、彼の店で売る、3弦が0.024インチになった特製のセットを造ることを納得させた。これが、アーニー・ボール・ブランドの始まりである。ハリウッドに程近い店は、ザ・ビーチ・ボーイズやマール・トラヴィス (Merle Travis)、ザ・ベンチャーズなどのプロミュージシャンの得意先を得始めた。ボールは、6弦を捨て替わりにバンジョーの1弦を使うことにより、全体的により軽いゲージとするプレイヤーの増加に注目した。切っ掛けはノーキー・エドワーズだと言われている。太い弦に苦慮していたエドワーズは、1弦と同じ弦を2弦コースに張ったり、1弦のコースにバンジョーの弦を張って2弦から6弦のコースにそれぞれ1弦から5弦のゲージを張るなどの工夫をしていたが、エドワーズの要望にこたえる形でアーニー・ボール社がライトゲージ弦を製作し、後に「スリンキー」という名称で販売されることになる。再び彼は、フェンダーにより軽いゲージのセットを提案したが、却下された。彼は、ギブソンに対してもアプローチしたが、このアイディアは一笑に付された。そこで彼は「アーニーボール・スリンキー」という製品名を付け、再び弦メーカーに発注した。スリンキーは、プロミュージシャンと共に世界中を旅行し、間もなくボールは個人や店からの注文メールを受け取るようになる。まだ弦メーカーでは無かったので、彼は様々なサイズで弦を個別に発注し、ミュージシャンが好みのセットを実験出来るよう、間に合わせのケースで展示していた。その後、1967年店舗を売り、弦ビジネスをカリフォルニア州ニューポートビーチに移した。
今日、アーニー・ボール・スリンキーはパッケージに使用ギタリストを掲載している。例えば、エリック・クラプトンやジミー・ペイジ、スラッシュ、スティーヴ・ヴァイ、ジョン・ペトルーシ、ジェフ・ベック、アルバート・リー、バディ・ガイ、アンガス・ヤング、ジ・エッジ、ジェイムズ・ヘットフィールド、カーク・ハメット、ブラッド・ペイズリー (Brad Paisley)、マーク・ホップス (Mark Hoppus)、ジョン・フォガティ (John Fogerty)、デイヴ・ナヴァロ、ジョン・メイヤーなどである。

## 革新
アーニー・ボールは、新しい物を作り出していない。需要を読み、既存の製品を改良し、市場の要求を充たすようしただけである。1970年代初め、彼は会社をヨーロッパやアジアでも認められる販売業者にした。ジミ・ヘンドリックスやエリック・クラプトン、ピート・タウンゼントのほか、ロックの象徴達がスリンキーを張り、今もなお続くトレンドは、アーニー・ボールを国で2番目に大きな弦メーカーに押し上げた。彼は型破りな経営方針で、市場調査を無視、製品を市場に出してからそれが成功するかテストするのを好んだ。彼は損益を必要悪とみなし、自身の直感を信じた。1980年代初め、高級ギター、ベース、アンプ製造に手を伸ばすため、ギターのレオ・フェンダー、アンプのトム・ウォーカー (Tom Walker) を擁するミュージックマン社を買収。彼は、元フェンダー社員のジョージ・フラートン (George Fullerton) の力を得て、最初の現代的アコースティック・エレクトリックベースを開発、アースウッドブランドとして1972年に発表。これは失敗に終わったが、現存する物は希少価値が高い。1985年、会社は新たなサンルイスオビスポに設備を移し、ここは2003年に弦製造を南カリフォルニアのリバーサイド・カウンティに移すまで稼働した。彼のリーダーシップの元、会社は年商4,000万米ドルに成長した。また、毎年バトル・オブ・ザ・バンド (en:Battle of the Bands) コンテストを開催、他の商業イベントにも全国的に参加している。

## ミュージックマン
1984年にレオ・フェンダーが発起した楽器メーカー、ミュージックマンを買収した。詳細は、ミュージックマンを参照。

## 私生活
カー・コレクションやサーフィン、飛行機操縦など、多趣味だった。また、本やギター教則本の執筆も行った。
結婚後、息子3人（シャーウッド、デイヴィッド、スターリング）と、娘ノヴァを授かった。

## 死
創立以降42年間、死を迎えるまで会社に留まった。彼は、進行中の明らかにされていない病気により、2004年9月9日、ビジネスは息子達や家族に残して死去。カリフォルニア州サンルイスオビスポの自宅近くに埋葬された。